# Ichneumon praestolatorius
Ichneumon praestolatorius là một loài tò vò trong họ Ichneumonidae.